# Ya-Ya-yah
Ya-Ya-yah（ヤーヤーヤー）は、ジャニーズ事務所に所属していたジャニーズJr.内男性アイドルグループ。
グループ名の由来については、結成時のメンバーの頭文字、初期メンバーのイニシャル、ビートルズの曲『A Hard Day's Night』（旧邦題『ビートルズがやって来るヤァ!ヤァ!ヤァ!』）など諸説ある。

## メンバー
プロフィール出典
- 薮宏太（やぶ こうた、1990年1月31日 - ） - 神奈川県出身。
- 八乙女光（やおとめ ひかる、1990年12月2日 - ） - 宮城県出身。2003年に加入[6]。
- 鮎川太陽（あゆかわ たいよう、1991年1月18日 - ） - 東京都出身。
- 山下翔央（やました しょおん、1988年12月20日 - ） - 東京都出身。

### 旧メンバー
- 赤間直哉（あかま なおや、1991年4月5日 - ） - 東京都出身。
- 星野正樹（ほしの まさき、1987年10月10日 - ） - 東京都出身。
- 安藤靖浩（あんどう やすひろ、1987年1月21日 - ） - 大阪府出身。
- 吉田雄基（よしだ ゆうき、1987年11月16日 - ） - 東京都出身。

## 来歴
2001年
- 2001年冬にグループが結成される。

2002年
- 2月23日発売の『Myojo』4月号にて薮宏太・鮎川太陽・赤間直哉・山下翔央の4名で、平均年令11.5才の新ユニット「YA-YA」（ヤーヤー）として紹介される。グループ名はメンバーのイニシャルから。
- 『Duet』4月号にて薮宏太・鮎川太陽・山下翔央・赤間直哉・星野正樹・安藤靖浩・吉田雄基の7名で、平均年齢12.7才のJr.新ユニット「YA-YA-YAH」として紹介される。
- フジテレビの大型スポーツイベント「KICK!ODAIBA 2002」（4月27日 - 5月6日）のオープニングイベントに参加してスペシャルライブを行い、CDデビュー決定を発表。この時のメンバーは薮宏太、赤間直哉、山下翔央、鮎川太陽、星野正樹の5人。
- 5月15日、『勇気100%/世界がひとつになるまで』にてCDデビュー。ユニットの平均年齢は当時の事務所において史上最年少のCDデビューであった。

2003年
- 1月5日、テレビ東京系列バラエティ番組『Ya-Ya-yah』が放送開始される。7月のグループ主演舞台『Stand by Me』から八乙女光が加入し、6人体制となる。

2004年
- アイドル雑誌のYa-Ya-yahのページから赤間・星野の姿がなくなり、薮・八乙女・鮎川・山下の4人で紹介される。
- 10月15日より、薮・八乙女・鮎川がTBS系ドラマ『3年B組金八先生 第7シリーズ』に出演し「金八トリオ」と呼ばれる。

2005年
- 1月、横浜アリーナにて初の単独コンサートを行なう。「金八トリオ」が第8回日刊スポーツ・ドラマグランプリ新人賞を受賞。

2007年
- 9月21日、薮と八乙女が同事務所所属グループ「Hey! Say! JUMP」のメンバーとなり、番組『Ya-Ya-yah』も10月27日放送分で最終回を迎え、その後活動が見られなくなる。

2017年
- 帝国劇場で行われていた舞台『JOHNNYS' ALL STARS IsLAND』の1月19日の公演に「Ya-Ya-yah」として薮宏太と八乙女光がゲスト出演して話題になる。

## 作品

### CD
- 勇気100%／世界がひとつになるまで（2002年5月15日） - 薮・赤間・鮎川・山下・星野

### 楽曲
タイアップに関してはジャニーズ タイアップ一覧#Ya-Ya-yahを参照のこと。JASRAC公式サイトの「作品データベース検索サービス」において、アーティスト名に「Ya-Ya-yah」を含む楽曲の検索結果をもとに記述。
- LOVE together 2002[8]（作詞：堂本光一、作曲：馬飼野康二）[注 3]
  - JASRAC作品コード：092-9792-8
- 合言葉はYa-Ya-yah[17]（作詞：YUKAKO、作曲：馬飼野康二）
  - JASRAC作品コード：106-0850-8
- Singin for you[17]（作詞：TAKESHI、作曲：ha-j）
  - JASRAC作品コード：108-0870-1
- Just wanna lovin' you[17]（作詞：平田純子、作曲：清水達也）
  - JASRAC作品コード：109-9452-1
- Up Down Ya-Ya-yah[17]（作詞・作曲：永井真人）
  - JASRAC作品コード：109-9349-5:
- START![17]（作詞・作曲：酒井ミキオ）
  - JASRAC作品コード：122-6017-7
- Never stop the Music[17]（作詞：成瀬英樹・飯田建彦、作曲:飯田建彦）
  - JASRAC作品コード：122-6021-5
- 2 of Us[17]（作詞：821R・飯田建彦、作曲：飯田建彦）
  - JASRAC作品コード：122-6022-3
- 風に乗って（作詞・作曲：岩崎貴文）
  - JASRAC作品コード：126-6173-2
- ひまわりのメロディ（作詞：相田毅、作曲：谷本新）
  - JASRAC作品コード：128-7037-4
- 新しい夜明け（作詞：小間浩子、作曲：酒井ミキオ）
  - JASRAC作品コード：122-6018-5
- BAD★NICE（作詞：相田毅、作曲：西岡和哉）
  - JASRAC作品コード：134-9085-1
- IKUJINASHI（作詞・作曲：宮崎歩）
  - JASRAC作品コード：128-7059-5
- JEWEL STAR（作詞：821R/漆野淳哉、作曲：清水昭男）
  - JASRAC作品コード：132-4821-9
- サマー×サマー×サマー!（作詞：日比野裕史・821R、作曲：日比野裕史）
  - JASRAC作品コード：132-7454-6
- TO THE FREEDOM（作詞・作曲：Gajin）
  - JASRAC作品コード：134-9082-6
- 愛しのプレイガール（作詞：Zopp、作曲：熊谷憲康）
  - JASRAC作品コード：137-0182-7
- 手をつないでゆこう（作詞：Ya-Ya-yah・酒井ミキオ、作曲：酒井ミキオ）
  - JASRAC作品コード：137-0192-4
- 世界がひとつになるまで（作詞：松井五郎、作曲：馬飼野康二）
  - JASRAC作品コード：028-9763-6
- 憧れのEGOIST（作詞：古屋真、作曲：TSUKASA）
  - JASRAC作品コード：134-9096-6
- いま進もう（作詞：八乙女光、作曲：磯崎建史）
  - JASRAC作品コード：140-7468-1
- BABY BABE（作詞：白井裕紀、作曲：JOVETTE RIVERA AND JOEY CARBONE）
  - JASRAC作品コード：142-9646-2
- U-WA U-WA（作詞：TAKESHI、作曲：飯田建彦）
  - JASRAC作品コード：103-5110-8

## 出演
各メンバー単独出演は、それぞれの記事に記載。

### バラエティ
- ポンキッキーズ21（2002年4月 - 2004年3月、フジテレビ）
- Ya-Ya-yah（2003年1月5日 - 2007年10月27日、テレビ東京）[18]
- ザ少年倶楽部（2002年1月 - 2007年10月、NHK-BS2・BShi）

### CM
- KICK!フジテレビ - 薮・赤間・鮎川・山下・星野
- 不二家 ファイブスター - 薮・赤間・鮎川・山下・星野
- ピザーラ スーパービンゴ篇 - 薮・八乙女・鮎川・山下[18]
- 進研ゼミ高校講座（2007年） - 鮎川・山下[19][20]

### 舞台
- Stand by Me（2003年7月25日 - 8月10日、東京芸術劇場中ホール） - 主演（薮・山下・鮎川・八乙女）[9][21][22]
  - Stand by Me（2004年7月16日 - 8月1日、東京グローブ座） - 主演（薮・山下・鮎川・八乙女）[23][24]
- One!-the history of Tackey-（2006年9月15日 - 28日、日生劇場） - 薮・八乙女[25]

### コンサート
ジャニーズJr.としての出演のみ。その他は#単独コンサートを参照。
- お客様は神サマーConcert 55万人愛のリクエストに応えて!!（2002年8月10日 - 8月28日） - 薮・赤間・鮎川・山下・星野
- A Happy "NEWS" year 2004新春（2004） - 薮・鮎川・山下
- Johnnys Theater “SUMMARY” of Johnnys World（2004年8月8日 - 29日、原宿・新ビッグトップ）[26] - 薮・八乙女・鮎川・山下・星野
- SUMMARY Ya-Ya-yah show time（2005年7月29日 - 31日、品川アクアスタジアムステラボール）[14][27] - 薮・八乙女・鮎川・山下
- ジャニーズJr.の大冒険!（2006年8月15日 - 25日、ホテル・グランパシフィック・メリディアン）[28]
- you達の音楽大運動会（2006年9月30日、10月1日、国立代々木競技場）[29]
- 2007 謹賀新年 あけましておめでとう ジャニーズJr.大集合（2007年1月2日 - 1月7日、日本武道館）[5][30]
- ジャニーズJr.の大冒険!@メリディアン'07（2007年8月15日 - 24日、ホテル・グランパシフィック・メリディアン パレ・ロワイヤル）[31]
- JOHNNYS'Jr. Hey Say 07 in YOKOHAMA ARENA（2007年9月23日、9月24日(第1部のみ)）

#### 単独コンサート
| 2005年 | 1月2日  | 新年so-soh 金八トリオYa-Ya-yah コンサート | 1か所1公演 1万5000人動員 | 横浜アリーナ | 初の単独コンサート。NEWSやKAT-TUNが応援に駆け付けた。 |
| 2005年 | 3月26日 | Ya-Ya-yah 春休み横浜アリーナコンサート    | 1か所2公演 3万人動員     | 横浜アリーナ | 2度目の単独コンサート。オリジナル曲を中心に全25曲を披露。「金八トリオ卒業記念コンサート」と題され、亀梨和也がスペシャルゲストとして登場。『3年B組金八先生』で八乙女が演じた丸山しゅうの“特別卒業式”が行われ、劇中では受け取れなかった卒業証書が渡される演出もあった。 |

### イベント
- KICK! ODAIBA 2002（2002年4月29日 - 5月6日、お台場 フジテレビ） -  薮・赤間・鮎川・山下・星野[8]
- 忍たま乱太郎 10周年記念イベント（2002年5月12日、Zepp TOKYO） -  薮・赤間・鮎川・山下・星野[34]
- 忍たま乱太郎 公開イベント（2002年6月22日、Zepp TOKYO） -  薮・赤間・鮎川・山下・星野
- パタヤミュージックフェスティバル（2003年3月19日 - 24日、タイ王国） - 薮・八乙女（メンバー外として出演）・山下

### 連載
- 学習研究社『TV LIFE』「課外授業」（2007年）※首都圏版・関西版のみ[35][36]

### 関連書籍
- Ya-Ya-yahがやってくる!（集英社『りぼん』）[37] - 北沢薫の漫画。メンバーと架空のキャラクターの交流を描いている。